# Torre do Terrenho, Sebadelhe da Serra e Terrenho
Torre do Terrenho, Sebadelhe da Serra e Terrenho (oficialmente: União das Freguesias de Torre do Terrenho, Sebadelhe da Serra e Terrenho) é uma freguesia portuguesa do município de Trancoso, com 29,39 km² de área e 345 habitantes (censo de 2021). A sua densidade populacional é 11,7 hab./km².

## História
Foi criada aquando da reorganização administrativa de 2012/2013, resultando da agregação das antigas freguesias de Torre do Terrenho, Sebadelhe da Serra e Terrenho.

## Demografia
A população registada nos censos foi:
| Distribuição da População por Grupos Etários | Distribuição da População por Grupos Etários | Distribuição da População por Grupos Etários | Distribuição da População por Grupos Etários | Distribuição da População por Grupos Etários | Distribuição da População por Grupos Etários |
| -------------------------------------------- | -------------------------------------------- | -------------------------------------------- | -------------------------------------------- | -------------------------------------------- | -------------------------------------------- |
| Antes da agregação                           |                                              |                                              |                                              |                                              |                                              |
| Ano                                          | 0-14 anos                                    | 15-24 anos                                   | 25-64 anos                                   | >= 65 anos                                   | Total                                        |
| 2001                                         | 73                                           | 62                                           | 237                                          | 161                                          | 533                                          |
| 2011                                         | 35                                           | 38                                           | 181                                          | 147                                          | 401                                          |
| Após a agregação                             |                                              |                                              |                                              |                                              |                                              |
| Ano                                          | 0-14 anos                                    | 15-24 anos                                   | 25-64 anos                                   | >= 65 anos                                   | Total                                        |
| 2021                                         | 21                                           | 30                                           | 153                                          | 141                                          | 345                                          |